# Hyacinthella acutiloba
Hyacinthella acutiloba är en sparrisväxtart som beskrevs av Karin Persson och Per Erland Berg Wendelbo. Hyacinthella acutiloba ingår i släktet Hyacinthella och familjen sparrisväxter. Inga underarter finns listade i Catalogue of Life.